# Llista d'especialitats 59 de la Nomenclatura de la UNESCO
Llista d'especialitats del camp 59 (Ciències polítiques) de la Nomenclatura de la UNESCO:
| Disciplina                                           | Codi    | Especialitat                                           |
| ---------------------------------------------------- | ------- | ------------------------------------------------------ |
| 5901 Relacions internacionals (vegeu 7103.05)        | 5901.01 | Cooperació internacional                               |
| 5901 Relacions internacionals (vegeu 7103.05)        | 5901.02 | Organitzacions internacionals                          |
| 5901 Relacions internacionals (vegeu 7103.05)        | 5901.03 | Política internacional                                 |
| 5901 Relacions internacionals (vegeu 7103.05)        | 5901.04 | Tractats i acords internacionals                       |
| 5901 Relacions internacionals (vegeu 7103.05)        | 5901.05 | Problemes de les relacions internacionals (vegeu 6304) |
| 5901 Relacions internacionals (vegeu 7103.05)        | 5901.99 | Altres (especifiqueu)                                  |
| 5902 Ciències polítiques (vegeu 6112.03)             | 5902.01 | Política agrícola                                      |
| 5902 Ciències polítiques (vegeu 6112.03)             | 5902.02 | Política cultural                                      |
| 5902 Ciències polítiques (vegeu 6112.03)             | 5902.03 | Política comercial                                     |
| 5902 Ciències polítiques (vegeu 6112.03)             | 5902.04 | Política de comunicacions                              |
| 5902 Ciències polítiques (vegeu 6112.03)             | 5902.05 | Política demogràfica                                   |
| 5902 Ciències polítiques (vegeu 6112.03)             | 5902.06 | Política econòmica                                     |
| 5902 Ciències polítiques (vegeu 6112.03)             | 5902.07 | Política educativa                                     |
| 5902 Ciències polítiques (vegeu 6112.03)             | 5902.08 | Política del medi ambient                              |
| 5902 Ciències polítiques (vegeu 6112.03)             | 5902.09 | Política exterior                                      |
| 5902 Ciències polítiques (vegeu 6112.03)             | 5902.10 | Política sanitària                                     |
| 5902 Ciències polítiques (vegeu 6112.03)             | 5902.11 | Política industrial                                    |
| 5902 Ciències polítiques (vegeu 6112.03)             | 5902.12 | Política de la informació                              |
| 5902 Ciències polítiques (vegeu 6112.03)             | 5902.13 | Planificació política                                  |
| 5902 Ciències polítiques (vegeu 6112.03)             | 5902.14 | Política científica i tecnològica                      |
| 5902 Ciències polítiques (vegeu 6112.03)             | 5902.15 | Política social                                        |
| 5902 Ciències polítiques (vegeu 6112.03)             | 5902.16 | Política de transports                                 |
| 5902 Ciències polítiques (vegeu 6112.03)             | 5902.99 | Altres (especifiqueu)                                  |
| 5903 Ideologies polítiques (vegeu 7207.04 i 7207.05) |         |                                                        |
| 5904 Institucions polítiques                         | 5904.01 | Poder executiu                                         |
| 5904 Institucions polítiques                         | 5904.02 | Poder judicial                                         |
| 5904 Institucions polítiques                         | 5904.03 | Poder legislatiu                                       |
| 5904 Institucions polítiques                         | 5904.04 | Relacions entre els poders                             |
| 5904 Institucions polítiques                         | 5904.99 | Altres (especifiqueu)                                  |
| 5905 Vida política                                   | 5905.01 | Eleccions                                              |
| 5905 Vida política                                   | 5905.02 | Comportament polític                                   |
| 5905 Vida política                                   | 5905.03 | Grups polítics                                         |
| 5905 Vida política                                   | 5905.04 | Lideratge polític                                      |
| 5905 Vida política                                   | 5905.05 | Moviments polítics                                     |
| 5905 Vida política                                   | 5905.06 | Partits polítics                                       |
| 5905 Vida política                                   | 5905.99 | Altres (especifiqueu)                                  |
| 5906 Sociologia política                             | 5906.01 | Drets humans                                           |
| 5906 Sociologia política                             | 5906.02 | Llengües                                               |
| 5906 Sociologia política                             | 5906.03 | Minories                                               |
| 5906 Sociologia política                             | 5906.04 | Raça (vegeu 6310.06)                                   |
| 5906 Sociologia política                             | 5906.05 | Religió (vegeu 5101.10, 6301.10 i 7204.04)             |
| 5906 Sociologia política                             | 5906.06 | Conflictes socials (vegeu 6310.10)                     |
| 5906 Sociologia política                             | 5906.99 | Altres (especifiqueu)                                  |
| 5907 Sistemes polítics                               |         |                                                        |
| 5908 Teoria política                                 |         |                                                        |
| 5909 Administració pública                           | 5909.01 | Gestió administrativa                                  |
| 5909 Administració pública                           | 5909.02 | Institucions centrals                                  |
| 5909 Administració pública                           | 5909.03 | Serveis civil                                          |
| 5909 Administració pública                           | 5909.04 | Serveis públics                                        |
| 5909 Administració pública                           | 5909.05 | Institucions regionals                                 |
| 5909 Administració pública                           | 5909.99 | Altres (especifiqueu)                                  |
| 5910 Opinió pública (vegeu 6114.15)                  | 5910.01 | Informació                                             |
| 5910 Opinió pública (vegeu 6114.15)                  | 5910.02 | Mitjans de comunicació de masses                       |
| 5910 Opinió pública (vegeu 6114.15)                  | 5910.03 | Premsa (vegeu 3313.24)                                 |
| 5910 Opinió pública (vegeu 6114.15)                  | 5910.04 | Propaganda                                             |
| 5910 Opinió pública (vegeu 6114.15)                  | 5910.99 | Altres (especifiqueu)                                  |
| 5999 Altres (especifiqueu)                           |         |                                                        |